# トラベルライター青木亜木子
『トラベルライター青木亜木子』（トラベルライターあおきあきこ）は、2013年から2014年までテレビ東京・BSジャパン共同制作「水曜ミステリー9」で放送されたテレビドラマシリーズ。全2回。主演は友近。

## キャスト

### 光友出版
青木亜木子
演 - 友近
旅行誌「旅窓」の記者。独身。取材は浅井と行動することが多い。
井岡一寿
演 - 山口竜央
亜希子の同僚社員。
田嶋寿美代
演 - 山村紅葉
社長。
浅井亨
演 - 泉谷しげる
カメラマン。

### ゲスト
第1作「湯煙の中の殺意」（2013年）
- 旭楓（旅館「清流荘」従業員・桂の妹） - 滝沢沙織（幼少期：香月美紅）
- 三島敏明（静岡県警 警部） - 宍戸開
- 旭桂（旅館「清流荘」女将） - 古川りか（幼少期：酒井奈夢）
- 上原拓郎（下田旅館組合） - 乃木涼介
- 島崎ユカ（島崎の娘・楓の同級生） - 三津谷葉子
- 大村竜平（下田北署 刑事） - マキタスポーツ
- 後藤雅史（立花の友人） - 平山祐介
- 神田清美（クラブのママ） - 春風ひとみ
- 辻本晃一（旅館「清流荘」板長・島崎旅館 元板前） - 橋本禎之
- 西野（西野産科クリニック 院長） - 小山田将
- 島崎隆（島崎旅館 社長・4年前死亡） - 田村勝彦
- 立花佑介（弁護士・桂の恋人） - 大浦龍宇一
- 増子倭文江、山田将之、大坪貴史

第2作「日光・鬼怒川 湯煙の殺意」（2014年）
- 酒井優里（オーナーパティシエ） - 雛形あきこ
- 植村修一（栃木県警日光東警察署 警部補） - 柳沢慎吾
- 寺林慎一（日光テクノロジー 取締役） - 野村宏伸
- 安藤潤子（清水の元彼女） - さとう珠緒
- 木村美ゆき（スナック「美ゆき」ママ） - 久世星佳
- 倉田勇人（怪しい男） - 湯江健幸
- 松井将太（栃木県警日光東警察署 刑事・植村の部下） - 渡邉紘平
- 清水正俊（日光テクノロジー 取締役・優里の婚約者） - 本郷壮二郎
- 森安麗香（鬼怒川温泉ホテル 仲居） - 菜葉菜
- 明美（スナック「美ゆき」ホステス） - もたい陽子
- 上田達郎（日光テクノロジー東京支社製品開発部 社員・5年前事故死） - 夏原諒
- 結婚式場スタッフ - 遠藤かおる
- 日光テクノロジー 社員 - 諌山幸治
- 光友出版 社員 - うえきみゆ、園山敬介
- 仁科亮介（仁科亮介公認会計士事務所 公認会計士） - 東幹久
- 市川円香、チング・ポカ

## スタッフ
- 原作 - 西村京太郎
- 脚本 - 山岡潤平、徳永友一
- 監督 - 鶴巻日出雄
- 殺陣 - 大道寺俊典
- 技術協力 - バスク
- 美術協力 - フジアール
- チーフプロデューサー - 小川治
- プロデューサー - 岡部紳二、森川真行、渡邉義行
- 製作 - テレビ東京、BSジャパン、ファインエンターテイメント

## 放送日程
| 話数 | 放送日        | サブタイトル            | 原作                                                        | 脚本     | 監督       |
| ---- | ------------- | ----------------------- | ----------------------------------------------------------- | -------- | ---------- |
| 1    | 2013年2月20日 | 湯煙の中の殺意          | 「都電荒川線殺人事件〜湯煙の中の殺意〜」 （光文社文庫）     | 山岡潤平 | 鶴巻日出雄 |
| 2    | 2014年1月15日 | 日光・鬼怒川 湯煙の殺意 | 「都電荒川線殺人事件〜宮崎へのラブレター〜」 （光文社文庫） | 徳永友一 | 鶴巻日出雄 |